# Magnetiska sydpolen
För mer generell information om jordens magnetiska poler, se Magnetiska nordpolen.
Jordens magnetiska sydpol (oftast i betydelsen den magnetiska polen nära den geografiska sydpolen, vilket betyder den magnetiska nordpolen) är en vandrande punkt på jordens yta där de geomagnetiska fältlinjerna är riktade rakt uppåt (eftersom det fysikaliskt är en magnetisk nordpol). Den bör inte blandas ihop med den geografiska sydpolen eller den geomagnetiska sydpolen.
| Magnetiska nordpolen | (2001) 81°18′N 110°48′V / 81.3°N 110.8°V  | (2004 uppsk.) 82°18′N 113°24′V / 82.3°N 113.4°V | (2005 uppsk.) 82°42′N 114°24′V / 82.7°N 114.4°V |
| Magnetiska sydpolen  | (1998) 64°36′S 138°30′Ö / 64.6°S 138.5°Ö. | (2004 uppsk.) 63°30′S 138°00′Ö / 63.5°S 138.0°Ö |                                                 |